# Volo
Volo är en ort i Lake County i delstaten Illinois, USA.